# Tropidophis bucculentus
Espèce
Synonymes
- Ungalia bucculenta Cope, 1868
- Tropidophis melanurus bucculentus (Cope, 1868)

Statut CITES
Tropidophis bucculentus est une espèce de serpents de la famille des Tropidophiidae.

## Répartition
Cette espèce est endémique de l'île de la Navasse.

## Description
C'est un serpent vivipare.

## Publication originale
- Cope, 1868 : An examination of the Reptilia and Batrachia obtained by the Orton Expedition to Equador and the Upper Amazon, with notes on other species. Proceedings of the Academy of Natural Sciences of Philadelphia, vol. 20, p. 96-140 (texte intégral).